# Río Neuquén

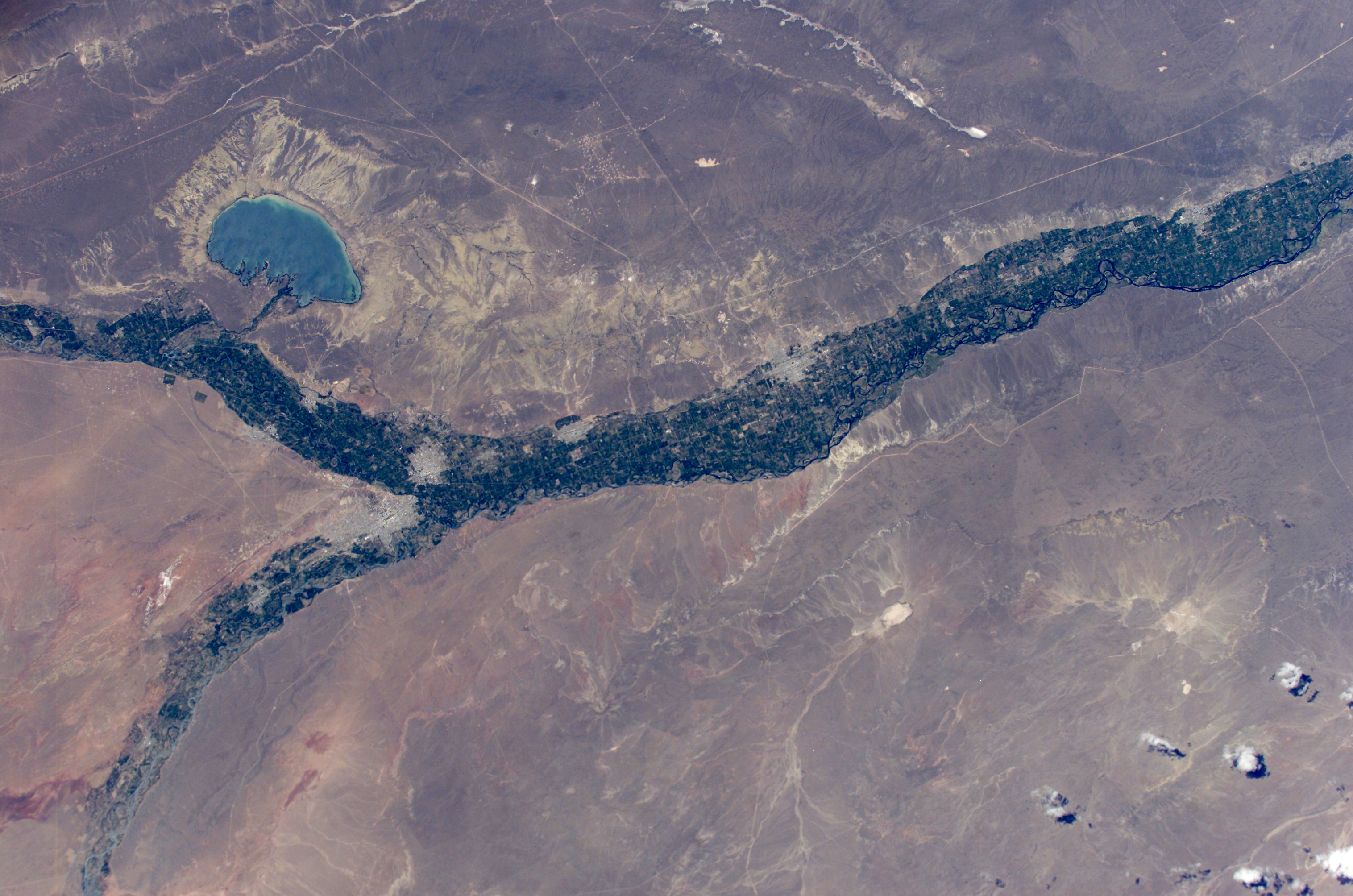
La vallée du río Neuquén, long ruban fertile (en haut à gauche), et le lac Pellegrini, vus depuis la station spatiale internationale

Le río Neuquén est un important cours d'eau de la Patagonie argentine. Il coule entièrement sur le territoire de la province de même nom, sauf dans ses derniers kilomètres où il sert de frontière avec la province de Río Negro. Neuquén est la graphie espagnole du mapuche nvwken « impétueux ».

## Situation
Son bassin recouvre la moitié nord de la province homonyme. Il nait dans la cordillère des Andes, prend la direction sud-sud-est et finit par confluer avec le río Limay formant ainsi le fleuve río Negro. Sa longueur avoisine les 400 km.
Ses eaux sont troubles à cause des sédiments emportés essentiellement depuis le du volcan Domuyo.

## Affluents
Ses principaux affluents sont :
- Le río Varvarco, émissaire des lagunes Varvarco Campos et Varvarco Tapia (rive gauche)
- Le río Nahueve, émissaire des lagunas de Epulafquen (rive droite)
- Le río Agrio, émissaire du lac Agrio (rive droite)
- L'arroyo Covunco, venu des Andes (rive droite)

## Le lac Pellegrini
Après le lac Agrio situé sur le cours supérieur du río Agrio, le Neuquén n'avait pas de lac naturel susceptible d'absorber ses crues, ce qui provoquait régulièrement des inondations, catastrophiques pour les humains. Un canal de dérivation fut dès lors construit vers une dépression naturelle située sur le rive gauche de la rivière, ce qui donna naissance au lac Pellegrini, situé en province de Río Negro, et qui joue le rôle de bassin d'absorption des crues. Ce lac est utilisé en outre pour l'irrigation des alentours, la pêche et la navigation de plaisance ; il constitue un atout pour le tourisme régional.

## Importance économique
Dans son cours supérieur il abonde en truites. Sa vallée inférieure s'est muée en centre de fruiticulture intensive. On y a planté récemment des vignes destinées à la production de vins, en particulier autour de la localité de San Patricio del Chañar.
À 90 km de sa confluence se trouvent le barrage de Portezuelo Grande et l'usine hydroélectrique de Cerros Colorados, destinés au contrôle des crues et à la génération d'électricité, avec cette particularité que l'on a opté pour une solution sans submersion d'un secteur de la vallée. Ce complexe joint à celui du barrage d'El Chocón permet de contrôler les crues du río Negro et d'aider au développement de la haute vallée de ce dernier.
En juin 2008, l'État lança un appel d'offres pour la construction du barrage et du complexe hydroélectrique de Chihuido I, situé à 5 km en aval de son confluent avec le río Agrio (hauteur maximale au-dessus du lit de la rivière (côte 527 m) : 104 m). Le projet envisage la construction d'un barrage et d'une usine hydroélectrique capable de générer 1 900 GWh par an (1,9 milliard de kilowattheures).
La basse vallée du Neuquén est une région de fruiticulture intensive productrice de fruits, surtout fruits à pépins (comme poires, pommes et raisins).
Cette basse vallée est en relation étroite avec les secteurs voisins des vallées des ríos Negro et Limay, qui possèdent elles aussi de vastes zones de culture fruitière en plein essor. L'ensemble de ces régions s'appelle le Comahue. Dans cette région dont la capitale est la ville de Neuquén vivent plus de sept cent mille personnes.

## Galerie

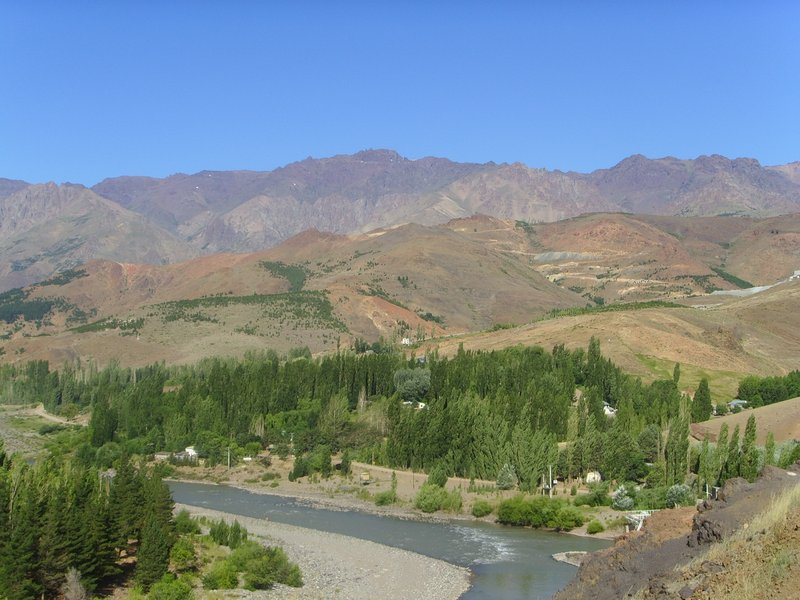
Le río Neuquén à son passage par Andacollo, dans le nord de son bassin.
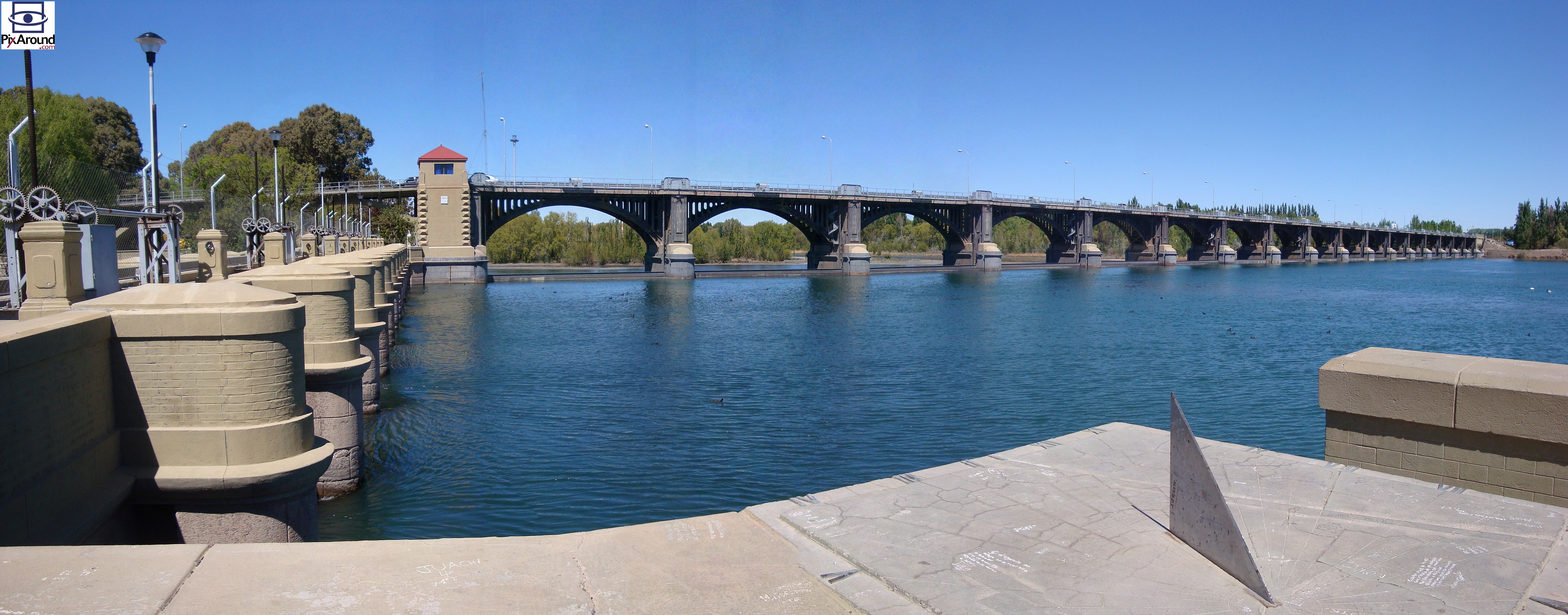
Pont Ballester sur le río Neuquén à Neuquén.
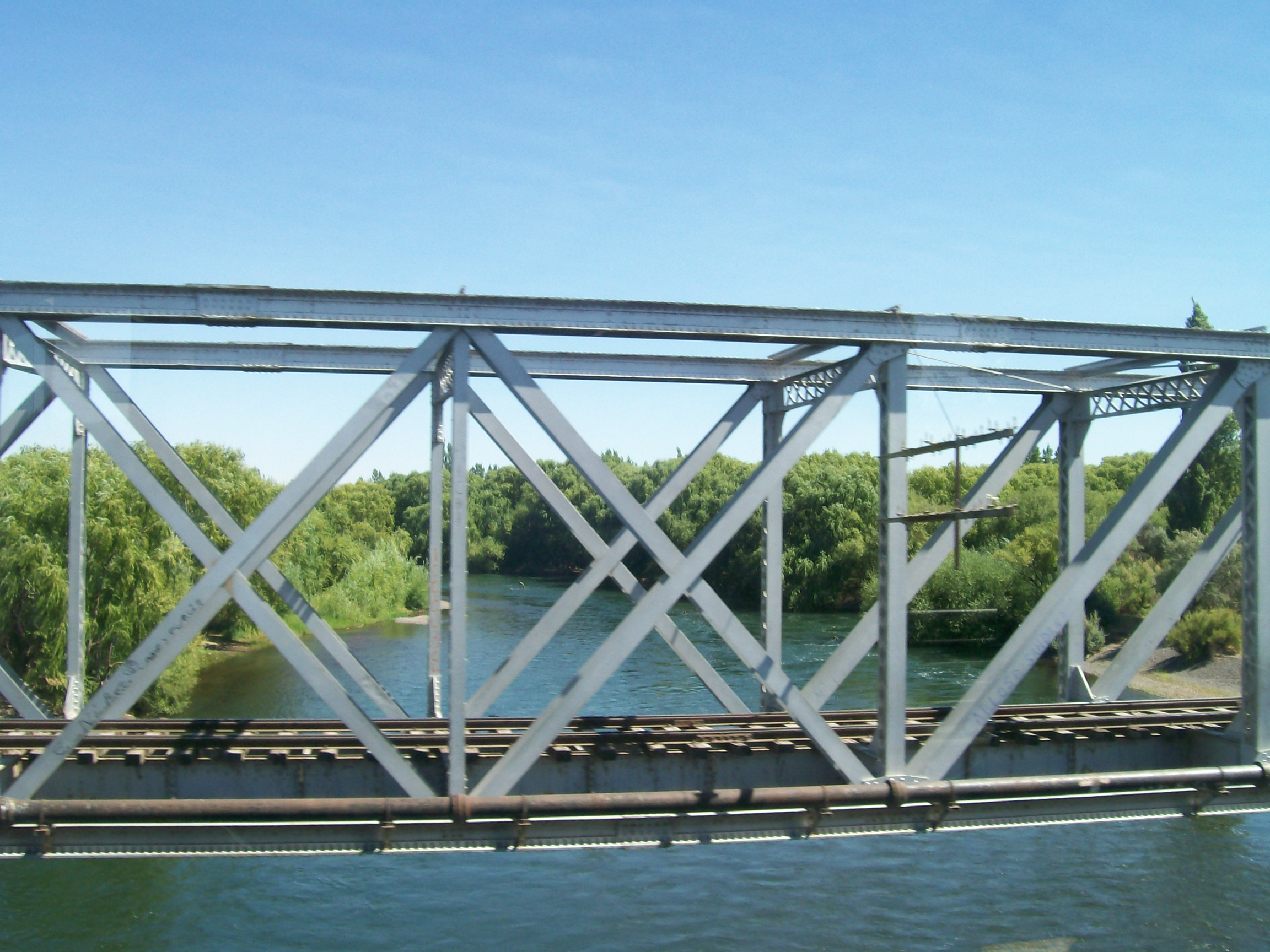
Pont ferroviaire qui unit les provinces de Neuquén et de río Negro.

## Les débits
La rivière roule plus de 300 mètres cubes par seconde au niveau de son confluent avec le río Limay, soit plus que le débit de la Seine à Paris, ou autant que la Loire à Orléans.
Seule la partie andine (occidentale) de son bassin bénéficie de précipitations abondantes. On y trouve de nombreux lacs (notamment le fort beau lac Agrio) et rivières. La partie orientale au contraire est sèche et quasi désertique comme l'est l'ensemble de la meseta patagonique. 
L'étendue de son bassin est de 50 774 km2.

### Les débits à Paso de los Indios
Le débit du río Neuquén a été observé pendant 78 ans (1903-1980) à Paso de los Indios, localité de la province de Neuquén située à quelque 120 kilomètres avant son confluent avec le río Negro. 
À Paso de los Indios, le débit annuel moyen ou module observé sur cette période était de 312 m3/s pour un bassin versant de 30 200 km2.
La lame d'eau écoulée dans cette portion, de loin la plus arrosée du bassin versant de la rivière atteint ainsi le chiffre de 326 millimètres par an.

### Débits des cours d'eau du bassin du río Neuquén
Source.
| Cours d'eau   | Localité           | Période d'observation | Débit moyen |
| ------------- | ------------------ | --------------------- | ----------- |
|               |                    |                       |             |
| río Neuquén   | Varvarco           | 1981-2004             | 94,46       |
| río Neuquén   | Andacollo          | 1971-2004             | 111,20      |
| río Nahueve   | Los Carrizos       | 1974-2004             | 45,62       |
| río Neuquén   | Rahueco            | 1984-2004             | 187,50      |
| río Curileuvú | Los Maitenes       | 1989-2004             | 17,38       |
| río Agrio     | Bajada del Agrio   | 1953-2004             | 74,51       |
| río Neuquén   | Paso de los Indios | 1903-2004             | 310,90      |
|               |                    |                       |             |